# Мілосна (Нижньосілезьке воєводство)
Мілосна (пол. Miłosna, нім. Ischerey) — село в Польщі, у гміні Любін Любінського повіту Нижньосілезького воєводства.
Населення — 205 осіб (2011).
У 1975-1998 роках село належало до Легницького воєводства.

## Демографія
Демографічна структура станом на 31 березня 2011 року:
|          | Загалом | Допрацездатний вік | Працездатний вік | Постпрацездатний вік |
| -------- | ------- | ------------------ | ---------------- | -------------------- |
| Чоловіки | 91      | 21                 | 63               | 7                    |
| Жінки    | 114     | 27                 | 72               | 15                   |
| Разом    | 205     | 48                 | 135              | 22                   |